# SeaLifeBase
SeaLifeBase és una base de dades global en línia d'informació sobre la vida marina.
Té com a objectiu proporcionar informació clau sobre la taxonomia, la distribució i l'ecologia de totes les espècies marines del món a part dels peixos. SeaLifeBase està en col·laboració amb el WorldFish Center de Malàisia i l'Institut UBC per als Oceans i la Pesca de la Universitat de Colúmbia Britànica.
Daniel Pauly és l'investigador principal i està coordinat per Maria Lourdes D. Palomares. El març de 2023, incloïa descripcions de 85.000 espècies, 59.400 noms comuns, 15.500 imatges i referències a 39.300 obres de la literatura científica.
SeaLifeBase complementa FishBase, que proporciona informació paral·lela per als peixos.

## Història
Els orígens de SeaLifeBase es remunten a la dècada del 1970, quan el científic pesquer Daniel Pauly es va trobar lluitant per provar una hipòtesi sobre com la capacitat de creixement dels peixos es veia afectada per la mida de les seves brànquies. Hipòtesis, com aquesta, només es podrien provar si hi hagués una gran quantitat de dades empíriques disponibles. En aquell moment, la gestió pesquera utilitzava models analítics que requerien estimacions de creixement i mortalitat dels peixos. Pauly creia que l'única manera pràctica que els gestors de la pesca podien accedir al volum de dades que necessitaven era reunir totes les dades disponibles a la literatura publicada en un repositori central. Això significaria que quan s'hagi de provar una nova hipòtesi, les dades disponibles ja estaran allà en una forma validada i accessible, i no caldrà crear un nou conjunt de dades i després validar-lo. Pauly va reclutar Rainer Froese, i els inicis del programari d'una base de dades en aquesta línia es van codificar el 1988. Aquesta base de dades, inicialment limitada als peixos tropicals, es va convertir en el prototip de FishBase. FishBase es va ampliar per cobrir tots els peixos i ara és la base de dades en línia més gran del món.
Tenint en compte l'èxit de FishBase, hi havia, naturalment, una demanda d'una base de dades que cobreixi formes de vida aquàtica diferents dels peixos. Això va donar lloc, l'any 2006, al naixement de SeaLifeBase. L'objectiu a llarg termini del projecte és desenvolupar un sistema d'informació modelat a partir de FishBase, però que inclogui totes les formes de vida aquàtica, tant marina com d'aigua dolça, a part dels peixos en què s'especialitza FishBase. En total, hi ha unes 300.000 espècies conegudes en aquest projecte.